# CA Patronato
Der Club Atlético Patronato ist ein argentinischer Fußballverein aus Paraná. Der Verein wurde 1914 gegründet und trägt seine Heimspiele im Estadio Presbítero Bartolomé Grella aus. Trotz des Sieges der Copa Argentina 2021/22 und der damit verbundenen Qualifikation zur Copa Libertadores 2023 stieg Patronato de Paraná 2022 in die zweithöchste argentinische Liga Primera Nacional B ab.

## Geschichte
Patronato spielte 1978 in der höchsten argentinischen Spielklasse (Nacional). In einer Meisterschaft mit 32 Mannschaften, eingeteilt in vier Gruppen, erreichte das Team aus Paraná in der Gruppe B den 5. Platz. 2015 gelang der Aufstieg in die Primera División. In der Saison 2016 belegte Patronato in einer Meisterschaft mit 30 Teams eingeteilt in zwei Gruppen den achten Rang in Gruppe 1. In der Folgesaison, der Spielzeit 2016/17, wurde Patronato 20. von 30 Teams.
Der erste große Titel des Klubs aus Paraná erfolgte 2022 mit dem Gewinn der Copa Argentina, als Patronato CA Talleres im Finale mit 1:0 besiegen konnte. Durch den Erfolg qualifizierte sich Patronato erstmals für die Copa Libertadores.

## Erfolge
- Copa Argentina: 2022

- Torneo Argentino A: 1× (2009/10)[1]
- Torneo Argentino B: 1× (2007/08)[2]